# Ingo Schlösser
Ingo Schlösser (* 8. Dezember 1972 in Berlin) ist ein deutscher Fußballtrainer und ehemaliger Fußballspieler.

## Leben und Karriere
Über die Jugendmannschaften des Berliner FC Viktoria, F.C. Hertha 03 Zehlendorf, Bayer Leverkusens und Eintracht Frankfurts gelangte der Defensivspieler Schlösser ab 1991 in den Seniorenbereich des Frankfurter Bundesligisten. Dort gehörte er in der Saison 1991/92 zum Kader der Eintracht, die am letzten Spieltag die deutsche Meisterschaft gegen den Absteiger Hansa Rostock verspielte, kam jedoch in dieser und der folgenden Saison 1992/93 zu keinem Einsatz in der höchsten deutschen Spielklasse.
Zur Saison 1993/94 wechselte Schlösser zum Zweitligisten Hansa Rostock, den er nach acht Einsätzen in einer Spielzeit bereits zur Saison 1994/95 in Richtung des in der Regionalliga Nordost spielenden F.C. Hertha Zehlendorf verließ. Nach 23 Einsätzen für Hertha ging er erneut nach nur einer Spielzeit zur Saison 1995/96 weiter zum Oberliga-Aufsteiger TuS Ahlen, mit dem er den direkten Aufstieg in die Regionalliga West/Südwest erreichte. Nach vier Jahren in der Regionalliga, an deren Beginn der TuS Ahlen in LR Ahlen umbenannt worden war, stieg Schlösser 1999/2000 mit Ahlen in die 2. Bundesliga auf, in welcher er in der Saison 2000/01 noch sieben Partien für LR absolvierte.
Zur Saison 2001/02 schloss sich Schlösser dem in der Regionalliga Nord antretenden SC Verl an, für den er binnen dieser und der Folgesaison 2002/03 53 Punktspieleinsätze absolvierte. Über eine sechsmonatige Station beim Oberligisten Schwarz-Weiß Essen gelangte Schlösser ab 2004 zum BSV Kickers Emden, mit dem er 2004/05 in die Regionalliga aufstieg.
Im Laufe der Saison 2005/06 wechselte Schlösser in den Trainerstab der Kickers über, womit er seine Spieler-Karriere beendete. Zur Folgesaison wurde Schlösser Jugendtrainer beim VfB Oldenburg, bevor er am 16. September 2007 Cheftrainer des Verbandsligisten SpVgg Vreden wurde. Dort verblieb er zwei Jahre lang und fungierte auch als Koordinator der Jugendabteilung. Im Sommer 2010 wurde er Co-Trainer von Marc Fascher beim damaligen West-Regionalligisten Preußen Münster, mit dem ihm im folgenden Jahr der Aufstieg in die 3. Liga gelang.
Am 23. Januar 2012 trennte sich Preußen Münster mit sofortiger Wirkung vom Chef-Trainer Fascher und Co-Trainer Schlösser.
Im Sommer 2012 zog es ihn nach Kuala Lumpur, Malaysia, wo er für Cardiff City als Jugendtrainer tätig war. Im Juli 2013 begann Ingo Schlösser am Deutschen Fußball Internat in Bad Aibling. Hier war er zunächst für die U16 / U17 / U19 hauptverantwortlicher Trainer. Ihm gelang der Aufstieg mit allen drei Mannschaften innerhalb von nur einer Saison. Nach einer Kooperation des DFI's mit der SpVgg Unterhaching ist er ab Juni 2014 Cheftrainer der U18- und U23-Mannschaft der SpVgg.